# Severin Crivelli
Severin Crivelli – szwajcarski strzelec, mistrz świata.
Crivelli jest siedmiokrotnym medalistą mistrzostw świata. Indywidualnie zdobył dwukrotnie brązowe medale. Po raz pierwszy dokonał tego na turnieju we Lwowie w 1931 roku, gdzie uplasował się na trzeciej pozycji (za Marcelem Bonin i Václavem Kreckiem). Dwa lata później ukończył zawody na tej samej pozycji, a pokonali go wyłącznie Torsten Ullman i Charles des Jammonières. Pozostałe pięć medali zdobył w drużynowym strzelaniu z pistoletu dowolnego z 50 m, za każdym razem wygrywając turniej (zwyciężył w latach: 1930, 1931, 1933, 1935 i 1937). 

## Medale mistrzostw świata
Opracowano na podstawie materiałów źródłowych:
| Mistrzostwa    | Konkurencja                       | Wynik                             | Miejsce |
| -------------- | --------------------------------- | --------------------------------- | ------- |
| Antwerpia 1930 | Pistolet dowolny, 50 m, drużynowo | 2649 pkt. (druż.) 521 pkt. (ind.) |         |
| Lwów 1931      | Pistolet dowolny, 50 m            | 528 pkt.                          |         |
| Lwów 1931      | Pistolet dowolny, 50 m, drużynowo | 2608 pkt. (druż.) 528 pkt. (ind.) |         |
| Grenada 1933   | Pistolet dowolny, 50 m            | 529 pkt.                          |         |
| Grenada 1933   | Pistolet dowolny, 50 m, drużynowo | 2587 pkt. (druż.) 529 pkt. (ind.) |         |
| Rzym 1935      | Pistolet dowolny, 50 m, drużynowo | 2634 pkt. (druż.)                 |         |
| Helsinki 1937  | Pistolet dowolny, 50 m, drużynowo | 2650 pkt. (druż.)                 |         |